# Norris Bowden
Pour les articles homonymes, voir Bowden.
Norris Bowden (né le 13 août 1926, décédé le 9 avril 1991) est un patineur artistique canadien.

## Biographie

### Carrière sportive
Il patine en couple avec Frances Dafoe, avec qui il est multiple champion canadien. Ils gagnent également une médaille d'argent aux Jeux olympiques de 1956 et sont champions du monde en 1954 et 1955. Ils sont les premiers patineurs en couple canadiens à gagner le titre de champion du monde de patinage artistique.
Norris participe également à des compétitions en simple. Il remporte le titre de champion canadien en 1947. Il est aussi sept fois champion canadien de danse sur glace, valse et Tenstep, toujours avec Frances Dafoe.
Avant de faire équipe avec Frances Dafoe, Norris a patiné avec Suzanne Morrow. Ils ont gagné le titre national de niveau Junior en couple en 1945.

### Reconversion
Après les championnats du monde de 1956, ils se retirent de la compétition. Norris devient juge de niveau international et est également gérant de l'équipe olympique en 1984.
Norris a été admis au Temple de la renommée de Patinage Canada avec Frances Dafoe en 1993.

## Palmarès
Dans la catégorie des couples artistiques, il patine avec Suzanne Morrow (1946) puis Frances Dafoe (1952-1956).
Dans la catégorie de la danse sur glace, il patine avec Frances Dafoe (1950-1952)
| Compétitions en individuel      | 1946 | 1947 | 1948 | 1949 | 1950 | 1951 | 1952 | 1953 | 1954 | 1955 | 1956 |  |  |  |
| Championnats d’Amérique du Nord |      | 4e   |      |      |      |      |      |      |      |      |      |  |  |  |
| Championnats du Canada          | 2e   | 1er  |      |      |      |      |      |      |      |      |      |  |  |  |
|                                 |      |      |      |      |      |      |      |      |      |      |      |  |  |  |
| Compétitions en couple          | 1946 | 1947 | 1948 | 1949 | 1950 | 1951 | 1952 | 1953 | 1954 | 1955 | 1956 |  |  |  |
| Jeux olympiques d'hiver         |      |      |      |      |      |      | 5e   |      |      |      | 2e   |  |  |  |
| Championnats du monde           |      |      |      |      |      |      | 4e   | 2e   | 1er  | 1er  | 2e   |  |  |  |
| Championnats d’Amérique du Nord |      |      |      |      |      | 4e   |      | 1er  |      | 1er  |      |  |  |  |
| Championnats du Canada          | 2e   |      |      |      |      | 2e   | 1er  | 1er  | 1er  | 1er  | F    |  |  |  |
|                                 |      |      |      |      |      |      |      |      |      |      |      |  |  |  |
| Compétitions en danse sur glace | 1946 | 1947 | 1948 | 1949 | 1950 | 1951 | 1952 | 1953 | 1954 | 1955 | 1956 |  |  |  |
| Championnats d’Amérique du Nord |      |      |      |      |      | 4e   |      | 5e   |      |      |      |  |  |  |
| Championnats du Canada          |      |      |      |      | 3e   | 3e   | 1er  |      |      |      |      |  |  |  |
| Légende : F = Forfait           |      |      |      |      |      |      |      |      |      |      |      |  |  |  |